# Museo canadese dei diritti umani
Il Museo canadese per i diritti umani (in inglese Canadian Museum for Human Rights, sigla CMHR; in francese Musée canadien pour les droits de la personne) è un museo nazionale del Canada, costituito come società della Corona, situato a Winnipeg, nella provincia del Manitoba, presso l'area denominata The Forks (fr. La Fourche), un importante sito archeologico indigeno. Lo scopo dichiarato del museo è quello di «esplorare il tema dei diritti umani con un particolare, ma non esclusivo, riferimento al Canada, accrescere la comprensione pubblica dei diritti umani, promuovere il rispetto per gli altri e incoraggiare la riflessione, il dialogo e l'azione».
Istituito nel 2008 tramite l'approvazione del Bill C-42 (una modifica alla Museums Act del Canada), il CMHR è il primo nuovo museo nazionale creato in Canada dal 1967, nonché il primo museo nazionale canadese ad essere ubicato al di fuori della Regione della Capitale Nazionale. La cerimonia di apertura si è tenuta il 19 settembre 2014.
La fondazione Friends of the Canadian Museum for Human Rights è l'organizzazione benefica incaricata di raccogliere e gestire i contributi filantropici a favore del museo.

## Storia

### Sviluppo
L'ideatore del CMHR è considerato Izzy Asper, avvocato canadese, politico e fondatore del conglomerato mediatico Canwest Global Communications, avendo avuto per la prima volta l'idea di costruire un museo il 18 luglio 2000. Asper sperava che il museo diventasse un luogo dove studenti da tutto il Canada potessero imparare sui diritti umani. Inoltre lo considerava un'opportunità per riqualificare il centro di Winnipeg e aumentare il turismo, oltre che per accrescere la consapevolezza sui diritti umani, promuovere il rispetto verso gli altri e stimolare riflessione, dialogo e azione. Per tre anni lavorò al progetto, commissionando anche un approfondito studio di fattibilità a esperti museali canadesi.
Nel 2003, Asper fondò la Friends of the Canadian Museum for Human Rights, un'organizzazione caritativa privata per supportare la creazione del museo. Il 17 aprile, anniversario della Carta canadese dei diritti e delle libertà, si tenne un evento a The Forks dove Asper annunciò pubblicamente l'intenzione di costruire il CMHR. Il progetto fu annunciato come una collaborazione tra la Asper Foundation, i governi di Canada, Manitoba e della città di Winnipeg, oltre al terreno donato dalla Forks Renewal Corporation. Il primo ministro Jean Chrétien si impegnò a versare i primi 30 milioni di dollari per i costi iniziali, e i fondi privati furono raccolti dai Friends of the CMHR. La Asper Foundation donò 20 milioni di dollari.
Il 7 ottobre dello stesso anno, Asper morì improvvisamente a 71 anni, mentre si recava a Vancouver per annunciare il concorso di progettazione architettonica del museo. La sua famiglia e la Asper Foundation proseguirono con il progetto, sotto la guida della figlia Gail Asper. Due settimane dopo si tenne la cerimonia simbolica di posa della prima zolla a The Forks e fu annunciato il concorso.
I Friends of the CMHR lanciarono il concorso internazionale per la progettazione, uno dei più grandi nella storia dell'architettura del Canada. Furono presentati 100 progetti da 21 paesi diversi. Fu scelto il progetto dell'architetto Antoine Predock di Albuquerque, mentre della progettazione dell'allestimento fu incaricato Ralph Appelbaum Associates.

### Legislazione, costruzione e apertura
Il 20 aprile 2007 il primo ministro Stephen Harper annunciò l'intenzione di rendere il CMHR un museo nazionale. Il 13 marzo 2008 il disegno di legge C-42, An Act to amend the Museums Act and to make consequential amendments to other Acts, ricevette la sanzione reale dal Parlamento, con il sostegno di tutti i partiti politici.

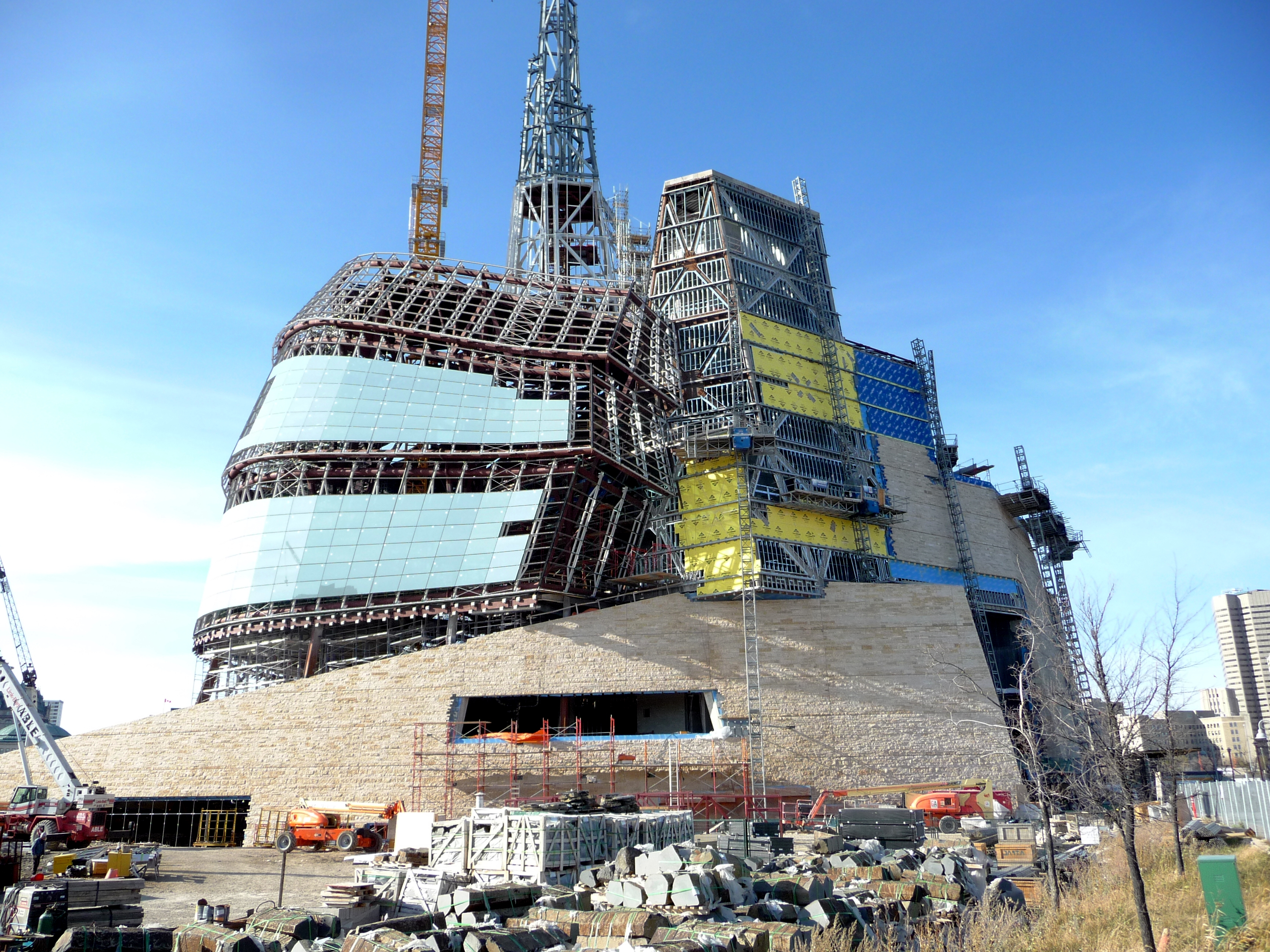
Museo canadese per i diritti umani, novembre 2011

Entro metà 2008 fu completato uno studio di opinione finanziato dal governo, condotto da TNS/The Antima Group. Il report, basato su focus group, individuò vari temi da trattare nel museo: tappe fondamentali dei diritti umani in Canada e nel mondo, dibattiti contemporanei e momenti in cui il Canada ha rispettato o tradito tali diritti.
Prima di avviare i lavori, archeologi in consultazione con anziani nativi condussero scavi approfonditi che portarono al recupero di oltre 400 000 reperti nelle terre ancestrali.
La cerimonia di posa della prima pietra si svolse il 19 dicembre 2008, e la costruzione iniziò nell'aprile 2009 (concludendosi nel 2014). Il presidente del consiglio si dimise anticipatamente, venendo sostituito da un presidente ad interim.
Il 3 luglio 2010 la regina Elisabetta II posò simbolicamente la pietra angolare del museo, proveniente da Runnymede — luogo dove fu siglata la Magna Carta nel 1215 — e incastonata nella pietra Tyndall del Manitoba.
Nel settembre 2012 fu installato l'ultimo dei 1 669 vetri sagomati e l'edificio fu completato entro pochi mesi. Il museo fu inaugurato nel 2014. Quello stesso anno, un tratto stradale fu intitolato Israel Asper Way a ricordo dell'ideatore.
Il 20 settembre 2014, durante l'inaugurazione ufficiale, alcuni gruppi di attivisti protestarono contro la rappresentazione insufficiente delle proprie storie. Il gruppo musicale A Tribe Called Red, originariamente previsto tra gli artisti, si ritirò in segno di protesta.

## Finanziamento
Il finanziamento del Museo canadese per i diritti umani proviene da tre livelli di governo – federale, provinciale e municipale – oltre che da donazioni private. Il bilancio complessivo per la costruzione dell'edificio e delle esposizioni era pari a 310 milioni di dollari canadesi (circa 225 milioni di euro nel 2011). Al momento dell'apertura, nel settembre 2014, il costo totale del museo era salito a 351 milioni di dollari canadesi (circa 240 milioni di euro dell'epoca).
Il governo del Canada stanziò 100 milioni di dollari canadesi, il governo del Manitoba donò 40 milioni, mentre la città di Winnipeg ha contribuito con 20 milioni. I Friends of the Canadian Museum for Human Rights, guidati da Gail Asper, hanno raccolto più di 130 milioni di dollari in donazioni private da tutto il Canada, con un obiettivo finale di 150 milioni.
Tra i contributi del settore privato figurano 4,5 milioni di dollari da parte di società pubbliche (crown corporations) del Manitoba e 5 milioni dal governo dell'Ontario. Il museo ha richiesto ulteriori 35 milioni di dollari al governo federale per coprire un disavanzo. Nell'aprile 2011 il museo ha ricevuto altri 3,6 milioni dal Comune di Winnipeg, provenienti da una sovvenzione federale destinata alla città in luogo di imposte per il museo.
Il bilancio operativo del museo è garantito dal governo del Canada, poiché il museo ha status di museo nazionale. I costi operativi annuali stimati a carico del governo federale sono pari a 22 milioni di dollari canadesi. Nel dicembre 2011 il museo ha annunciato che, a causa dell'aumento dei costi per gli allestimenti interni, il totale era aumentato di ulteriori 41 milioni di dollari, portando il costo complessivo a 351 milioni.
Nel luglio 2012 i governi federale e provinciale hanno concordato un ulteriore incremento dei finanziamenti fino a 70 milioni di dollari, tramite un prestito federale e una garanzia di prestito provinciale. Questo finanziamento aggiuntivo era essenziale per completare le esposizioni interne e consentire l'apertura del museo nel 2014, con due anni di ritardo rispetto al previsto.

## Architettura

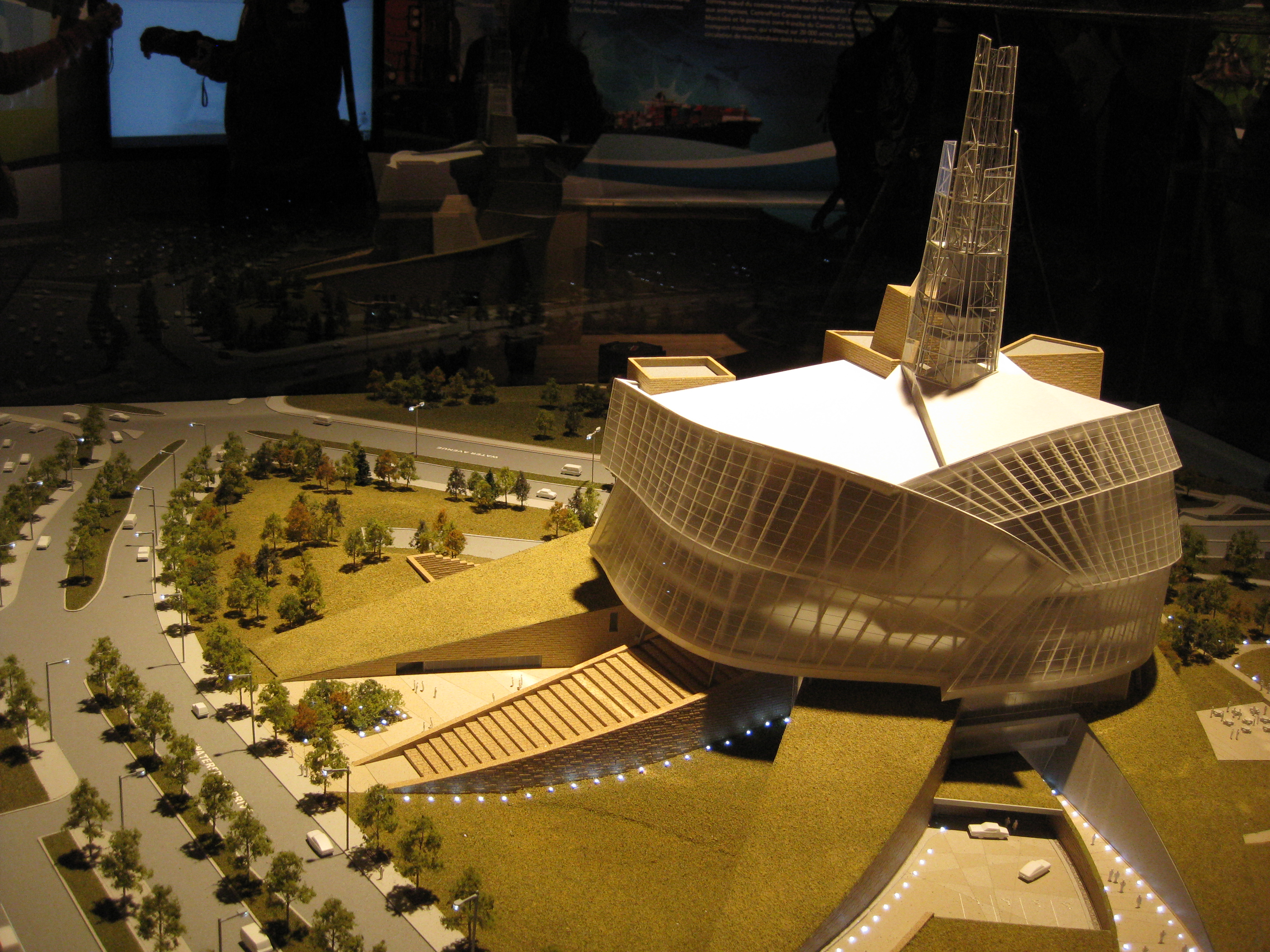
Veduta del modello architettonico del museo

Il piano terra dell'edificio ospita una zona di accoglienza e orientamento per i visitatori, uno spazio per incontri, un negozio, un ristorante e i servizi generali. Le gallerie, disposte su più livelli, sono collegate da spettacolari rampe retroilluminate in alabastro, che comprendono la cosiddetta Hall of Hope. All'interno vi è anche un Giardino della Contemplazione, con vasche d'acqua statica punteggiate da blocchi di basalto nero proveniente dalla Mongolia.
Il percorso espositivo comincia dalla Grande Sala e si conclude nella Israel Asper Tower of Hope, una guglia in vetro alta 100 metri che si innalza dal museo offrendo una vista panoramica sul centro di Winnipeg.

### Progetto e realizzazione
Nel 2003 i Friends of the Canadian Museum for Human Rights avviarono un concorso internazionale per la progettazione architettonica del museo. Parteciparono 100 studi da 21 paesi. La giuria scelse il progetto dell'architetto Antoine Predock di Albuquerque, Nuovo Messico.
Secondo Predock, il progetto del museo doveva rappresentare un percorso, cominciando da una discesa nelle radici dell'edificio, per poi risalire attraverso la Grande Sala e una serie di ampi spazi e rampe fino a raggiungere la Torre della Speranza. Ha dichiarato: «Mi chiedono spesso quale sia il mio edificio preferito o più importante... e rispondo: "È questo."»
L'ispirazione di Predock per il museo deriva dal paesaggio e dagli spazi aperti canadesi, dalla presenza di ghiaccio, luce del nord, alberi e popoli nativi. Descrisse così il progetto:

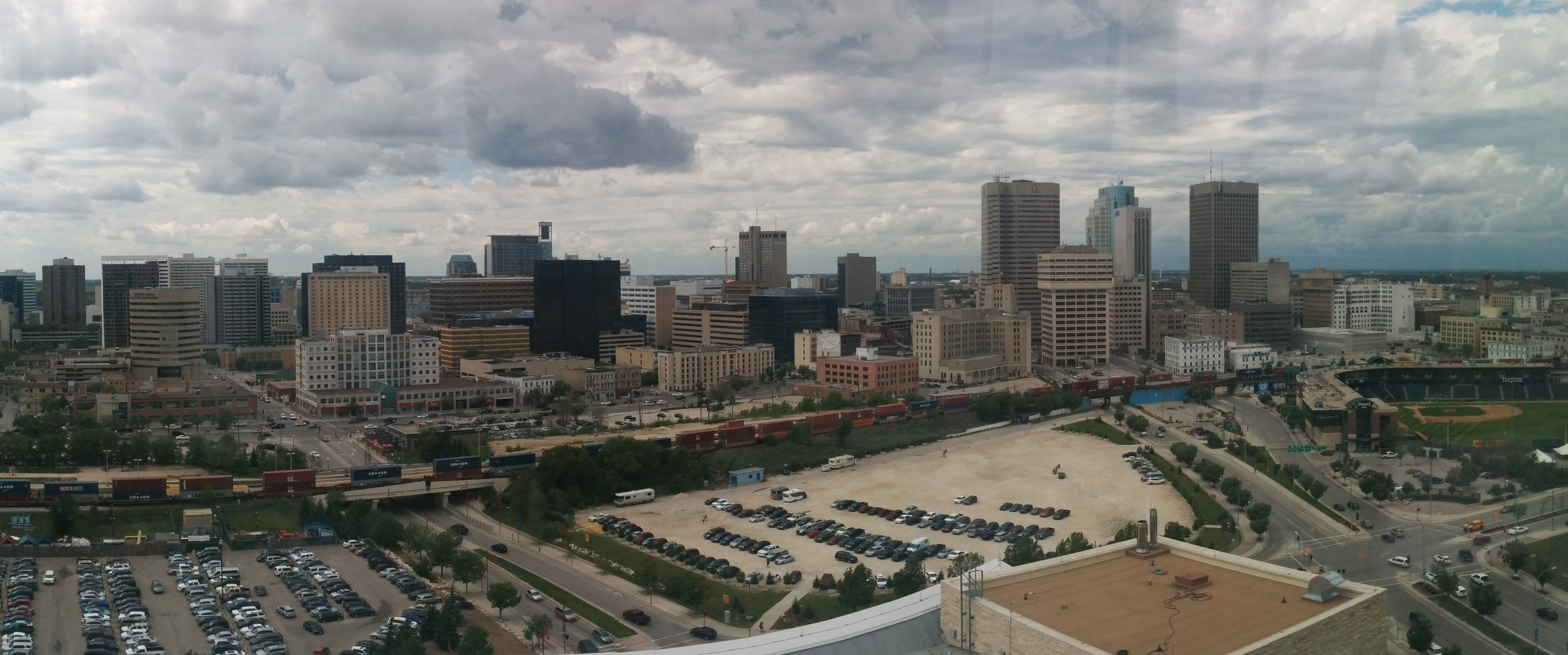
Veduta di Winnipeg dal piano superiore del museo

La struttura di base fu completata alla fine del 2012. Durante i lavori di fondazione furono inseriti nelle cavità per pali e caissons dei sacchetti cerimoniali (medicine bags) realizzati dagli anziani della Thunderbird House, in segno di rispetto per la Terra Madre.
Durante la costruzione della Hall of Hope, che contiene tutte le rampe in alabastro illuminate, furono utilizzati più di 3.500 m² e 15.000 lastre di alabastro, facendo del museo il più grande progetto al mondo con questo materiale.
Il 3 luglio 2010 la regina Elisabetta II, in visita ufficiale in Canada, ha scoperto la pietra angolare del museo. La pietra reca inciso il monogramma reale ed è incastonata in un blocco di pietra Tyndall che contiene un frammento della rovina del priorato di St. Mary a Runnymede, in Inghilterra, luogo in cui nel 1215 fu siglata la Magna Carta.

## Esposizioni e servizi
Al quinto piano si trova il Centro di documentazione internazionale Carte, la biblioteca del CMHR, dedicata alla raccolta e all'accesso a risorse per l'apprendimento e la ricerca sui diritti umani.

### Progettazione delle mostre
Il museo ha collaborato con lo studio newyorkese Ralph Appelbaum Associates (RAA) per la progettazione delle esposizioni inaugurali. Lo studio ha indicato che le gallerie del museo trattano temi quali il percorso canadese dei diritti umani, le concezioni indigene di diritti, la Shoah e le problematiche contemporanee.
Nel gennaio 2009, l'avvocato Yude Henteleff fu nominato presidente del comitato consultivo per i contenuti, formato da esperti e leader dei diritti umani provenienti da tutto il Canada. Il comitato ha avuto un ruolo chiave nel primo esercizio di consultazione pubblica su larga scala condotto dal museo.
Tra maggio 2009 e febbraio 2010, il CMHR ha condotto un tour in 19 città del paese con il progetto Help Write the Story of the Canadian Museum for Human Rights, durante il quale ricercatori del museo hanno raccolto testimonianze e suggerimenti sui contenuti desiderati dai cittadini. La consultazione è stata coordinata dalla società Lord Cultural Resources di Toronto. Un documento interno, Gallery Profiles (12 settembre 2012), ha confermato i contenuti previsti per le esposizioni.

### Gallerie
Il museo ospita dieci gallerie permanenti dal momento dell'apertura nel settembre 2014:
1. Che cosa sono i diritti umani?
2. Prospettive indigene
Include un filmato circolare sulle concezioni indigene di diritti e responsabilità verso la comunità e la terra.[44]
Include anche l'opera Trace dell'artista Rebecca Belmore, un'installazione alta due piani a forma di coperta in ceramica, commissionata dal museo.[45]
3. Percorsi canadesi
Comprende esposizioni sulle scuole residenziali canadesi, le donne indigene scomparse e assassinate, il trasferimento forzato degli Inuit, gli internamenti dei canadesi di origine giapponese durante la seconda guerra mondiale, la tassa sulla testa per i cinesi, la ferrovia sotterranea, l'incidente della Komagata Maru e lo sciopero generale di Winnipeg del 1919.[46]
4. Proteggere i diritti in Canada
5. Shoah e genocidi
Include i cinque genocidi riconosciuti ufficialmente dal Canada: Shoah, Holodomor, genocidio armeno, genocidio ruandese e pulizia etnica in Bosnia[44]
6. Momenti decisivi per l'umanità
7. Rompere il silenzio
8. Le azioni contano
9. Diritti oggi
10. Ispirare il cambiamento

I temi relativi ai popoli indigeni sono affrontati in tutte le gallerie, ma in particolare nella Galleria dei percorsi canadesi e nella Galleria delle prospettive indigene.

## Collaborazioni
Il museo ha siglato diversi accordi con istituzioni educative e agenzie governative per migliorare la qualità e la profondità dei contenuti forniti, oltre che per ampliare le opportunità educative. Tra i partner figurano:
- Università del Manitoba
- Università di Winnipeg[47]
- Museo nazionale "Museo nazionale del genocidio dell'Holodomor" (Kyiv, Ucraina)[48]
- Canadian Association of Statutory Human Rights Agencies
- Ambasciata del Regno dei Paesi Bassi in Canada
- Library and Archives Canada
- The Manitoba Museum
- Manitoba Education (provincia del Manitoba)

## Controversie

### Ubicazione
Il museo ha ricevuto critiche per la sua ubicazione a The Forks, un importante sito archeologico indigeno. Tra il 2008 e il 2012, gli scavi sul sito del museo hanno portato al recupero di oltre 400 000 reperti, alcuni risalenti al 1100 d.C. L'archeologo Leigh Syms ha affermato che gli scavi non sono stati sufficientemente approfonditi, mentre un portavoce del museo ha dichiarato che sono stati consultati i leader indigeni e che la consultazione sarebbe proseguita anche durante la costruzione.

### Contenuti espositivi
A partire dal dicembre 2010, alcune comunità dell'Europa orientale hanno protestato contro la presenza di due gallerie permanenti dedicate rispettivamente alla Shoah e ai popoli indigeni del Canada, lamentando una presunta marginalizzazione delle proprie esperienze (in particolare l'Holodomor).
L'Associazione delle libertà civili ucraine ha dichiarato che «un museo finanziato con fondi pubblici non dovrebbe elevare il dolore di una comunità sopra quello delle altre» in riferimento anche all'internamento degli ucraini in Canada durante la prima guerra mondiale.
Alcuni canadesi di origine palestinese hanno criticato l'assenza di un'esposizione sulla Nakba, ritenendo il museo poco attento alla narrazione palestinese. Il portavoce Mohamed El Rashidy ha dichiarato che il museo «non dovrebbe temere di esporre le verità scomode».
La direzione del museo ha replicato che il CMHR vuole essere inclusivo di tutte le comunità e che i genocidi riconosciuti saranno presentati nella sezione dedicata alle atrocità di massa.
Il direttore del Canadian Jewish Congress, Bernie Farber, ha affermato che la Shoah merita una trattazione specifica per aver ridefinito i limiti della "depravazione umana" e per aver generato la Dichiarazione universale dei diritti umani del 1948.

### Censura dei contenuti LGBT
Tra il 2015 e il 2017, alcuni membri del personale dichiararono di aver ricevuto l'ordine di omettere contenuti relativi alle persone LGBT durante le visite guidate richieste da scuole religiose, ambasciatori e donatori. In seguito a queste rivelazioni e ad accuse di molestie, razzismo e omofobia, il direttore generale John Young si dimise nel giugno 2020. Il museo pubblicò una lettera di scuse firmata dalla direzione e un rapporto intermedio redatto da un'agenzia indipendente incaricata di esaminare i fatti.
Nel mese di ottobre 2020 è emerso che ad alcuni dipendenti era stato chiesto di non parlare nemmeno di gravidanza o aborto durante visite con scuole religiose.